# Solidus (química)
Em química, ciência dos materiais e física, o solidus, também chamado de temperatura solidus é o lugar geométrico, uma região num gráfico, de temperaturas (um curva sobre um diagrama de fase) abaixo do qual um dada substância é completamente sólida (cristalizada). O solidus é um conceito aplicado, entre outros, a ligas metálicas, cerâmicas e rochas e minerais natural.
O conceito de solidus possui aplicação, por exemplo, na engenharia metalúrgica e de materiais aplicadas à odontologia, na caracterização de materiais, como as ligas de uso odontológico.